# 남기성
남기성(한국 한자: 南基成, 1977년 10월 10일 ~ )은 대한민국의 전 축구 선수이며, 포지션은 수비수였다.